# Computer Devices Incorporated DOT
Computer Devices Incorporated DOT (DOT) је био џепни рачунар, производ фирме Computer Devices Incorporated који је почео да се израђује у САД током 1983. године.
Користио је Intel 8088 (16-битни процесор) као централни микропроцесор а RAM меморија рачунара DOT је имала капацитет од 64 KB или 128KB, прошириво до 256KB на једној плочи (опциона 64K јединица). Све до 704KB главне меморије са плочом за проширење. 2KB статичке RAM меморије за конфигурацију терминала. Као оперативни систем кориштен је MS DOS.

## Детаљни подаци
Детаљнији подаци о рачунару DOT су дати у табели испод.
|                       | |
| [ 1 ]                 | |
| Произвођач            | |
| Тип                   | џепни рачунар |
| Меморија              | 64 или 128KB, прошириво до 256KB на једној плочи (опциона 64K јединица). Све до 704KB главне меморије са плочом за проширење. 2KB статичке RAM меморије за конфигурацију терминала |
| Поријекло             | Сједињене Америчке Државе |
| Година                | 1983 |
| Тастатура             | Пуни помак 89 тастера са нумеричком тастатуром и 10 функцијских тастера |
| Процесор              | 8088 (16-битни процесор) |
| Фреквенција процесора | 5 |
| RAM                   | 64 или 128KB, прошириво до 256KB на једној плочи (опциона 64K јединица). Све до 704KB главне меморије са плочом за проширење. 2KB статичке RAM меморије за конфигурацију терминала |
| ROM                   | 24 или 64 зависно од модела |
| Текст                 | 40 стубова x 25 или 16 линија / 80 x 25-16 / 132 x 25-16 |
| Графика               | 40 x 16 / 40 x 25 / 320 x 200 / 640 x 200 / 512 x 254 / 1024 x 254 / 1056 x 254 |
| Боја                  | једна |
| Звук                  | мали звучник |
| Димензије             | 46 x 38 x 19 / 19 |
| Портови               | |
| Оперативни систем     | |